# Avenida de Europa
La Avenida de Europa es una vía urbana situada en la ciudad española de Vigo que conecta la circunvalación de la VG-20 a la altura de Coya con la playa de Samil.

## Historia
La construcción de la avenida data del año 1980, con el fin de unir el centro de la ciudad con las playas de Samil y del Vao como vía alternativa a la avenida de la Atlántida. En esas fechas, España acababa de adscribirse a la Unión Europea. Es por eso que la avenida fue denominada como tal. 
Antes de la construcción de la avenida, su contorno era principalmente rural, con viviendas unifamiliares y terrenos con pequeñas huertas. Con la construcción del vial se edificaron las primeras urbanizaciones, que alternaban viviendas unifamiliares de tipo chalet con edificios. Estas urbanizaciones supusieron la creación de calles perpendiculares a la avenida, que recibieron nombres de topónimos de la zona, como Cerqueiro, Pereiras o Lourido.

## Patrimonio
Al final de la avenida, junto a la playa de Samil, se sitúa la escultura El rapto de Europa, obra de Juan Oliveira. La figura simboliza el rapto de la princesa fenicia Europa, que según la mitología griega raptó el Dios Zeus transformado en toro. La princesa porta en su mano la bandera de la Unión Europea.